# 史蒂夫·爱德华兹
史蒂夫·爱德华兹（英語：Steve Edwards，1986年1月25日—），新西兰男子曲棍球运动员。他曾代表新西兰参加2010年和2014年英联邦运动会曲棍球比赛，获得一枚铜牌。他也曾参加2008年、2012年和2020年夏季奥林匹克运动会。